# 118e congrès des États-Unis
3 janvier 2023 – 3 janvier 2025
Sessions
Précédent Suivant
Le 118e congrès des États-Unis est la législature fédérale américaine qui se réunit à Washington du 3 janvier 2023 au 3 janvier 2025. Elle est inaugurée sous la présidence de Joe Biden.
Les 435 représentants sont élus le 8 novembre 2022 et 35 sièges de sénateurs sont renouvelés. Les républicains sont majoritaires au sein de la Chambre des représentants et les démocrates le sont au Sénat (les trois sénateurs indépendants siégeant avec les démocrates).
Pour la première fois depuis le 68e congrès en 1923, l'élection du président de la Chambre des représentants n'a pas eu lieu au premier tour du scrutin. C'est aussi la première fois dans toute l'histoire américaine qu'un président de la Chambre des représentants est destitué par une motion de censure. En raison des majorités serrées et des problèmes politiques, ce Congrès est décrit comme peu actif au niveau législatif.

## Historique
La législature s'ouvre le 3 janvier 2023 à 12 h. Dès lors la Chambre des représentants entame l'élection de son président. Pour la première fois depuis cent ans, les désaccords au sein du parti majoritaire empêchent l'élection au premier tour de celui-ci. Après trois scrutins infructueux, la Chambre décide d'ajourner l'élection et par conséquent l'investiture de tous ses membres.
Au Sénat, la démocrate Patty Murray devient la première femme présidente pro tempore.
Le 7 janvier, Kevin McCarthy est finalement élu président de la Chambre des représentants au 15e tour de scrutin, mais seulement après que six représentants aient voté « présent », abaissant le seuil pour être élu de 218 à 215.
Le 7 février, le président Joe Biden prononce le discours sur l'état de l'Union de 2023.
Le 19 janvier, les États-Unis atteignent leur plafond de dette, ce qui conduit à une crise dans le cadre d'un débat politique au sein du Congrès sur les dépenses du gouvernement fédéral et la dette nationale qu'accumule le gouvernement américain. En réponse, Janet Yellen, la secrétaire au Trésor, adopte des « mesures extraordinaires » temporaires. Le 1er mai 2023, elle avertit que faute de trouver un accord ces mesures pourraient être épuisées dès le 1er juin, date ensuite repoussée au 5 juin.
Julie Kozack, la directrice de la communication du FMI prévient « [qu']il y aurait de très graves répercussions non seulement pour les États-Unis mais aussi pour l’économie mondiale en cas de défaut de paiement »
Ce danger économique pousse le 27 mai, Joe Biden et le président de la Chambre, Kevin McCarthy, à conclure un accord pour augmenter le plafond de la dette tout en plafonnant les dépenses fédérales ; le projet de loi qui en a résulté : le Fiscal Responsibility Act of 2023 a été adopté par la Chambre des représentants le 31 mai et par le Sénat le 1er juin. Le 3 juin, Biden le promulgue, mettant fin à la crise.
En raison de désaccords persistants au sein du Parti républicain, Kevin McCarthy est destitué en octobre 2023.
En février 2024, la Chambre des représentants vote à une très courte majorité l'impeachment d'Alejandro Mayorkas, mais le Sénat le rejette.
Le Congrès est peu actif, jamais aussi peu de projets de lois n'ont été soumis au vote depuis la Grande Dépression.

## Travail législatif

### Législations majeures

#### Promulguées
- 20 mars 2023 : COVID-19 Origin Act of 2023[8]
- 3 juin 2023 : Fiscal Responsibility Act of 2023[9]
- 3 juin 2023 : NOTAM Improvement Act of 2023[10]

## Composition

### Composition politique

#### Sénat
- Siège démocrate
- Siège indépendant
- Siège républicain

- Deux démocrates
- Un démocrate et un républicain
- Deux républicains
- Un indépendant et un démocrate
- Un indépendant et un républicain

|                                        | Partis       | Partis       | Partis | Total | Vacant(s) |
| -------------------------------------- | ------------ | ------------ | ------ | ----- | --------- |
|                                        |              |              |        | Total | Vacant(s) |
| Démocrates                             | Indépendants | Républicains |        | Total | Vacant(s) |
| Fin du 117e congrès                    | 48           | 2            | 50     | 100   | 0         |
|                                        |              |              |        |       |           |
| Début du 118e congrès (3 janvier 2023) | 48           | 3            | 49     | 100   | 0         |

Les trois sénateurs indépendants, Angus King, Bernie Sanders et Kyrsten Sinema, siègent avec les démocrates. En 2024, Joe Manchin s'enregistre comme indépendant.
En cas d'égalité des votes, la présidente du sénat Kamala Harris peut débloquer la législation.

#### Chambre des représentants
- Siège démocrate
- Siège vacant
- Siège républicain

- Démocrate
- Républicain

|                                        | Partis       | Partis | Total | Vacant(s) |     |   |
| Démocrates                             | Républicains |        | Total | Vacant(s) |     |   |
| -------------------------------------- | ------------ | ------ | ----- | --------- | --- | - |
| Fin du 117e congrès                    | 217          | 213    | Total | Vacant(s) | 430 | 5 |
|                                        |              |        |       |           |     |   |
| Début du 118e congrès (3 janvier 2023) | 212          | 222    | 434   | 1         |     |   |
| 7 mars 2023                            | 213          | 222    | 435   | 0         |     |   |
| Pourcentage                            | 49 %         | 51 %   |       |           |     |   |
| Membres non votants                    | 3            | 3      | 6     |           |     |   |

## Dirigeants

### Sénat
- Présidente : Kamala Harris (D, vice-présidente des États-Unis)
- Présidente pro tempore : Patty Murray (D-WA)
- Président pro tempore emeritus : Chuck Grassley (R-IA)
- Chef de la majorité démocrate : Chuck Schumer (D-NY)
- Whip de la majorité démocrate : Dick Durbin (D-IL)
- Chef de la minorité républicaine : Mitch McConnell (R-KY)
- Whip de la minorité républicaine : John Thune (R-SD)

### Chambre des représentants
- Président : Kevin McCarthy (R-CA) puis Mike Johnson (R-LA)

- Chef de la majorité républicaine : Steve Scalise, (R-LA)
- Whip de la majorité républicaine : Tom Emmer, (R-MN)
- Chef de la minorité démocrate : Hakeem Jeffries, (D-NY)
- Whip de la minorité démocrate : Katherine Clark, (D-MA)

## Membres

### Sénat
Les sénateurs sont élus par tiers, tous les deux ans, selon leur classe. Ils sont ici triés par État puis par classe (1, 2 ou 3). L'affiliation politique du sénateur est indiquée entre parenthèses : R pour le Parti républicain, D pour le Parti démocrate et I pour les indépendants. Les sénateurs de classe 1 sont à la fin de leur mandat (2019-2025), ils ont été élus en 2018. Les sénateurs de classe 2 sont au milieu de leur mandat (2021-2027), ayant été élus en 2020. Les sénateurs de classe 3 débutent leur mandat (2023-2029).
 Alabama 

 2. Tommy Tuberville (R)

 3. Katie Britt (R)
Alaska

 2. Dan Sullivan (R)

 3. Lisa Murkowski (R)
Arizona

 1. Kyrsten Sinema (I)

 3. Mark Kelly (D)
Arkansas

 2. Tom Cotton (R)

 3. John Boozman (R)
Californie

 1. Laphonza Butler (D) 

 3. Alex Padilla (D)
Caroline du Nord

 2. Thom Tillis (R)

 3. Ted Budd (R)
Caroline du Sud

 2. Lindsey Graham (R)

 3. Tim Scott (R)
Colorado

 2. John Hickenlooper (D)

 3. Michael Bennet (D)
Connecticut

 1. Chris Murphy (D)

 3. Richard Blumenthal (D)
Dakota du Nord

 1. Kevin Cramer (R)

 3. John Hoeven (R)
Dakota du Sud

 2. Mike Rounds (R)

 3. John Thune (R)
Delaware

 1. Tom Carper (D)

 2. Christopher Coons (D)
Floride

 1. Rick Scott (R)

 3. Marco Rubio (R)
Géorgie

 2. Jon Ossoff (D)

 3. Raphael Warnock (D)
Hawaï

 1. Mazie Hirono (D)

 3. Brian Schatz (D)
Idaho

 2. Jim Risch (R)

 3. Mike Crapo (R)
Illinois

 2. Dick Durbin (D)

 3. Tammy Duckworth (D)
Indiana

 1. Mike Braun (R)

 3. Todd Young (R)
Iowa

 2. Joni Ernst (R)

 3. Chuck Grassley (R)
Kansas

 2. Roger Marshall (R)

 3. Jerry Moran (R)
Kentucky

 2. Mitch McConnell (R)

 3. Rand Paul (R)
Louisiane

 2. Bill Cassidy (R)

 3. John Kennedy (R)
Maine

 1. Angus King (I)

 2. Susan Collins (R)
Maryland

 1. Ben Cardin (D)

 3. Chris Van Hollen (D)
Massachusetts

 1. Elizabeth Warren (D)

 2. Ed Markey (D)
Michigan

 1. Debbie Stabenow (D)

 2. Gary Peters (D)
Minnesota

 1. Amy Klobuchar (D)

 2. Tina Smith (D)
Mississippi

 1. Roger Wicker (R)

 2. Cindy Hyde-Smith (R)
Missouri

 1. Josh Hawley (R)

 3. Eric Schmitt (R)
Montana

 1. Jon Tester (D)

 2. Steve Daines (R)
Nebraska

 1. Deb Fischer (R)

 2. Ben Sasse (R) (jusqu'au 8 janvier 2023)
 Pete Ricketts (R) (à partir du 23 janvier 2023)
Nevada

 1. Jacky Rosen (D)

 3. Catherine Cortez Masto (D)
New Hampshire

 2. Jeanne Shaheen (D)

 3. Maggie Hassan (D)
New Jersey

 1. Bob Menendez (D)

 2. Cory Booker (D)
New York

 1. Kirsten Gillibrand (D)

 3. Chuck Schumer (D)
Nouveau-Mexique

 1. Martin Heinrich (D)

 2. Ben Ray Luján (D)
Ohio

 1. Sherrod Brown (D)

 3. J. D. Vance (R) 
Oklahoma

 2. Markwayne Mullin (R)

 3. James Lankford (R)
Oregon

 2. Jeff Merkley (D)

 3. Ron Wyden (D)
Pennsylvanie

 1. Bob Casey, Jr. (D)

 3. John Fetterman (D)
Rhode Island

 1. Sheldon Whitehouse (D)

 2. Jack Reed (D)
Tennessee

 1. Marsha Blackburn (R)

 2. Bill Hagerty (R)
Texas

 1. Ted Cruz (R)

 2. John Cornyn (R)
Utah

 1. Mitt Romney (R)

 3. Mike Lee (R)
Vermont

 1. Bernie Sanders (I)

 3. Peter Welch (D)
Virginie

 1. Tim Kaine (D)

 2. Mark Warner (D)
Virginie-Occidentale

 1. Joe Manchin (D)

 2. Shelley Moore Capito (R)
Washington

 1. Maria Cantwell (D)

 3. Patty Murray (D)
Wisconsin

 1. Tammy Baldwin (D)

 3. Ron Johnson (R)
Wyoming

 1. John Barrasso (R)

### Chambre des Représentants
Les 435 sièges ont été pourvus par élection en novembre 2022. En plus, six membres sans droit de vote ont été élus dans les territoires américains et à Washington, D. C.

Les numéros font référence à la circonscription de l'État donné. Huit nouvelles circonscriptions ont été créés, tandis que huit autres ont disparu à la suite du recensement de 2020. 

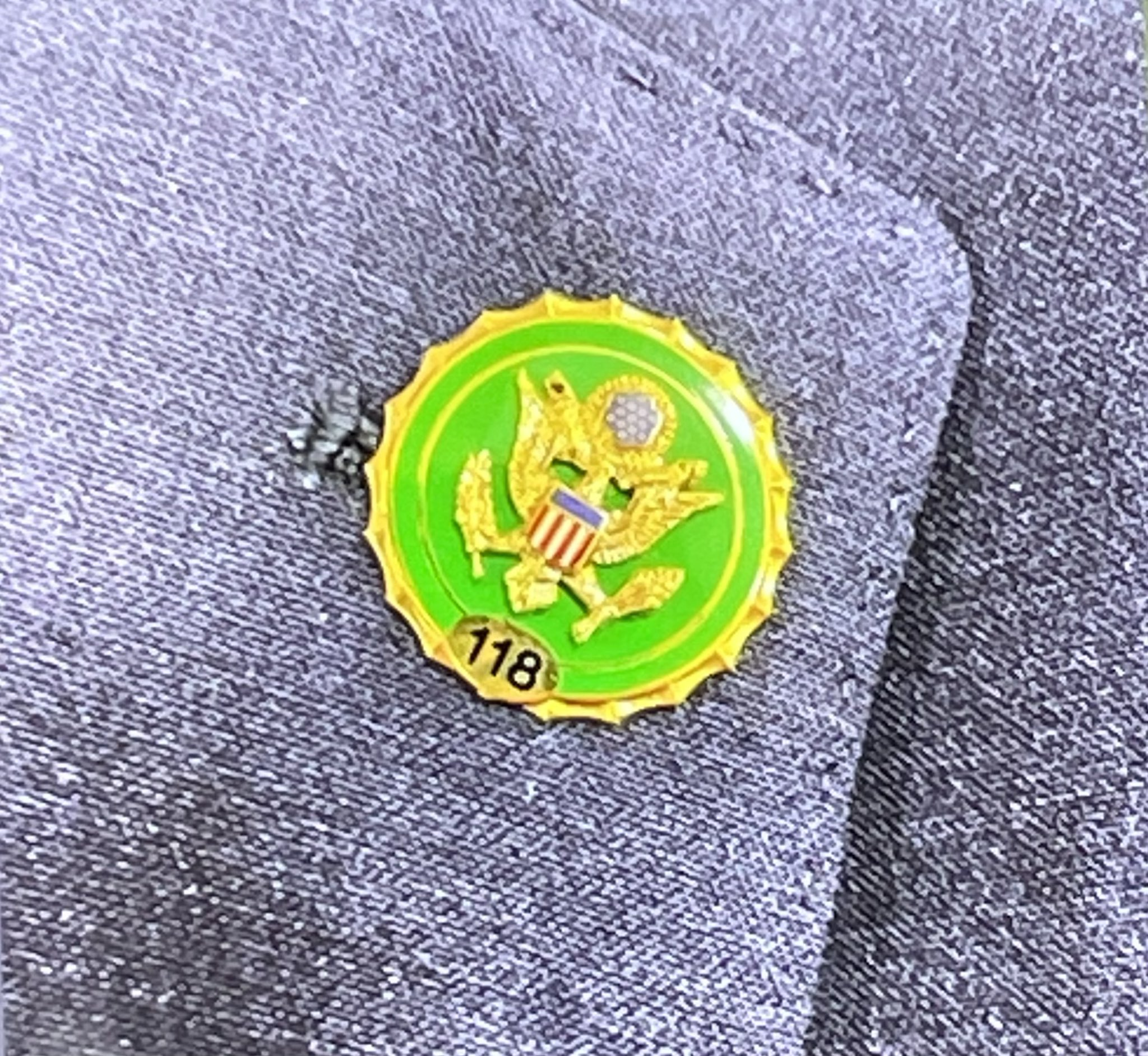
Pin's de la 118e législature

## Changement pendant la législature

### Sénat
| Etat (classe)  | Sénateur             | Raison de la vacance                                                                | Successeur          | Date de la prise de fonction |
| -------------- | -------------------- | ----------------------------------------------------------------------------------- | ------------------- | ---------------------------- |
| Nebraska (2)   | Ben Sasse (R)        | Il démissionne le 8 janvier 2023 pour devenir président de l'université de Floride. | Pete Ricketts (R)   | 23 janvier 2023              |
| Californie (1) | Dianne Feinstein (D) | La titulaire décède le 29 septembre 2023.                                           | Laphonza Butler (D) | 3 octobre 2023               |

### Chambre des représentants
| Circonscription     | Représentant        | Raison de la vacance | Successeur             | Date de la prise de fonction |
| ------------------- | ------------------- | --- | ---------------------- | ---------------------------- |
| 4e de Virginie      | Vacant              | Le vainqueur de l'élection Donald McEachin (D) décède le 28 novembre 2022, avant le début de ce congrès. Une élection spéciale a lieu le 21 février 2023 | Jennifer McClellan (D) | 7 mars 2023                  |
| 1re du Rhode Island | David Cicilline (D) | Le titulaire démissionne le 31 mai 2023 pour devenir PDG de la Fondation du Rhode Island. Une élection spéciale a lieu le 7 novembre 2023.               | Gabe Amo (D)           | 13 novembre 2023             |
| 2e de l'Utah        | Chris Stewart (R)   | Le titulaire démissionne en septembre 2023 en raison de problèmes de santé de sa femme. Une élection spéciale a lieu le 21 novembre 2023.                | Celeste Maloy (R)      | 28 novembre 2023             |

## Commissions

### Sénat

#### Commissions permanentes
| Commission                                                             | Président | Président                 | Ranking member | Ranking member              |
| ---------------------------------------------------------------------- | --------- | ------------------------- | -------------- | --------------------------- |
| Commission de l'agriculture, de la nutrition et des forêts             |           | Debbie Stabenow (D-MI)    |                | John Boozman (R-AR)         |
| Commission des crédits                                                 |           | Patty Murray (D-WA)       |                | Susan Collins (R-ME)        |
| Commission des forces armées                                           |           | Jack Reed (D-RI)          |                | Roger Wicker (R-MS)         |
| Commission des banques, du logement et des affaires urbaines           |           | Sherrod Brown (D-OH)      |                | Tim Scott (R-SC)            |
| Commission du budget                                                   |           | Sheldon Whitehouse (D-RI) |                | Chuck Grassley (R-IA)       |
| Commission du commerce, de la science et des transports                |           | Maria Cantwell (D-WA)     |                | Ted Cruz (R-TX)             |
| Commission sur l'énergie et les ressources naturelles                  |           | Joe Manchin (D-WV)        |                | John Barrasso (R-WY)        |
| Commission de l'environnement et des travaux publics                   |           | Tom Carper (D-DE)         |                | Shelley Moore Capito (R-WV) |
| Commission des finances                                                |           | Ron Wyden (D-OR)          |                | Mike Crapo (R-ID)           |
| Commission des affaires étrangères                                     |           | Bob Menendez (D-NJ)       |                | Jim Risch (R-ID)            |
| Commission sur la santé, l'éducation, le travail et les retraites      |           | Bernie Sanders (I-VT)     |                | Bill Cassidy (R-LA)         |
| Commission sur la Sécurité intérieure et les Affaires gouvernementales |           | Gary Peters (D-MI)        |                | Rand Paul (R-KY)            |
| Commission judiciaire                                                  |           | Dick Durbin (D-IL)        |                | Lindsey Graham (R-SC)       |
| Commission du règlement et de l'administration                         |           | Amy Klobuchar (D-MN)      |                | Deb Fischer (R-NE)          |
| Commission sur les petites entreprises et l'entrepreneuriat            |           | Ben Cardin (D-MD)         |                | Joni Ernst (R-IA)           |
| Commission des anciens combattants                                     |           | Jon Tester (D-MT)         |                | Jerry Moran (R-KS)          |

#### Commissions non permanentes
| Commission                                                              | Président | Président                 | Ranking member | Ranking member        |
| ----------------------------------------------------------------------- | --------- | ------------------------- | -------------- | --------------------- |
| Comité spécial sur le vieillissement (Special)                          |           | Bob Casey Jr. (D-PA)      |                | Mike Braun (R-IN)     |
| Comité spécial d'éthique (Select)                                       |           | Chris Coons (D-DE)        |                | James Lankford (R-OK) |
| Comité des affaires indiennes (Permanent Select)                        |           | Brian Schatz (D-HI)       |                | Lisa Murkowski (R-AK) |
| Commission spéciale sur le renseignement (Select)                       |           | Mark Warner (D-VA)        |                | Marco Rubio (R-FL)    |
| Caucus sur le contrôle international des stupéfiants (Permanent Caucus) |           | Sheldon Whitehouse (D-RI) |                | Chuck Grassley (R-IA) |

### Chambre des représentants
| Commission                                                    | Président | Président                     | Ranking Member | Ranking Member         |
| ------------------------------------------------------------- | --------- | ----------------------------- | -------------- | ---------------------- |
| Commission sur l'agriculture                                  |           | Glenn Thompson (R-PA)         |                | David Scott (D-GA)     |
| Commission des crédits                                        |           | Kay Granger (R-TX)            |                | Rosa DeLauro (D-CT)    |
| Commission des forces armées                                  |           | Mike Rogers (R-AL)            |                | Adam Smith (D-WA)      |
| Commission du budget                                          |           | Jodey Arrington (R-TX)        |                | Brendan Boyle (D-PA)   |
| Commission de l'éducation et du travail                       |           | Virginia Foxx (R-NC)          |                | Bobby Scott (D-VA)     |
| Commission de l'énergie et du commerce                        |           | Cathy McMorris Rodgers (R-WA) |                | Frank Pallone (D-NJ)   |
| Commission d'éthique                                          |           | Michael Guest (R-MS)          |                | Susan Wild (D-PA)      |
| Commission des services financiers                            |           | Patrick McHenry (R-NC)        |                | Maxine Waters (D-CA)   |
| Commission des affaires étrangères                            |           | Michael McCaul (R-TX)         |                | Gregory Meeks (D-NY)   |
| Commission sur la sécurité intérieure                         |           | Mark Green (R-TN)             |                | Bennie Thompson (D-MS) |
| Commission de l'administration de la Chambre                  |           | Bryan Steil (R-WI)            |                | Joe Morelle (D-NY)     |
| Commission permanente sur le renseignement (Permanent Select) |           | Mike Turner (R-OH)            |                | Jim Himes (D-CT)       |
| Commission judiciaire                                         |           | Jim Jordan (R-OH)             |                | Jerry Nadler (D-NY)    |
| Commission sur les ressources naturelles                      |           | Bruce Westerman (R-AR)        |                | Raúl Grijalva (D-AZ)   |
| Commission de surveillance et de responsabilité               |           | James Comer (R-KY)            |                | Jamie Raskin (D-MD)    |
| Commission du règlement                                       |           | Tom Cole (R-OK)               |                | Jim McGovern (D-MA)    |
| Commission de la science, de l'espace et de la technologie    |           | Frank Lucas (R- OK)           |                | Zoe Lofgren (D-CA)     |
| Commission sur les petites entreprises                        |           | Roger Williams (R-TX)         |                | Nydia Velázquez (D-NY) |
| Commission sur les transports et les infrastructures          |           | Sam Graves (R-MO)             |                | Rick Larsen (D-WA)     |
| Commission des anciens combattants                            |           | Mike Bost (R-IL)              |                | Mark Takano (D-CA)     |
| Commission des voies et moyens                                |           | Jason Smith (R-MO)            |                | Richard Neal (D-MA)    |

### Commissions mixtes
| Commission                                    | Président | Président                   | Vice-Président | Vice-Président               | Ranking Member | Ranking Member          | Vice Ranking Member | Vice Ranking Member      |
| --------------------------------------------- | --------- | --------------------------- | -------------- | ---------------------------- | -------------- | ----------------------- | ------------------- | ------------------------ |
| Commission mixte sur les affaires économiques |           | Sen. Martin Heinrich (D-NM) |                | Rep. David Schweikert (R-AZ) |                | Rep. Don Beyer (D-VA)   |                     | Sen. Mike Lee (R-UT)     |
| Commission mixte sur la bibliothèque          |           | Sen. Amy Klobuchar (D-MN)   |                | Rep. Bryan Steil (R-WI)      |                | Rep. Joe Morelle (D-NY) |                     | Sen. Deb Fischer (R-NE)  |
| Comité mixte sur l'imprimerie                 |           | Rep. Bryan Steil (R-WI)     |                | Sen. Amy Klobuchar (D-MN)    |                | Sen. Deb Fischer (R-NE) |                     | Rep. Joe Morelle (D-NY)  |
| Comité mixte sur la fiscalité                 |           | Rep. Jason Smith (R-TX)     |                | Sen. Ron Wyden (D-OR)        |                | Sen. Mike Crapo (R-ID)  |                     | Rep. Richard Neal (D-MA) |